# Rivière-des-Jérémie
Rivière-des-Jérémie est une série télévisée québécoise en 26 épisodes de 45 minutes scénarisée par Jean-Paul Le Bourhis et diffusée du 18 septembre 2001 au 16 avril 2002 à la Télévision de Radio-Canada.

## Synopsis
Maxime Legendre prend la tête d'une modeste société d'hydravions fonctionnant à Rivière-des-Jérémies. Le téléroman décrit la vie dans ce village.

## Fiche technique
- Auteur : Jean-Paul Le Bourhis
- Réalisateurs : Bruno Carrière, Jean Bourbonnais et Régent Bourque
- Coordonnatrice de production : Diane Boucher
- Producteur délégué et directeur de production : Martin Dufour
- Productrices : Aimée Danis et Danièle Bussy
- Production : Verseau International inc.

## Distribution
- Dominic Darceuil : Maxime Legendre
- Michèle-Barbara Pelletier : Sophie D'Amours
- Raymond Cloutier : Dave MacIyntire
- Chantal Collin : Diane Garand
- Louise Portal : Ginette Lalande
- Pascale Bélanger : Jessica Gauthier-Langlois
- Danielle Godin : Marianne Gauthier
- Jeff Boudreault : Sylvain Gagné
- David Francis : Fred Fischer
- Alexandrine Agostini : Francine Brossard
- Marc Legault : Daniel Brossard, dit Bonhomme
- Dan Bigras : Dennis Graigson
- Geneviève Lavigne : Mélissa Augustin
- Robert Lalonde : Félix Vidolin
- Jean-François Blanchard : Pierre-Yves Langlois
- Daniel Gadouas : Bucky Buchanan
- Brigitte Morel : Élizabeth Mainguy
- Charles Lafortune : Christophe Lange
- Dorothée Berryman : sœur Agnès
- Anne-Marie Égré : Gloria de Lamirande
- Giuseppe Tancredi : Allan Ross
- Michel Charette : Le Pic
- John Dunn-Hill : John Mitchell
- Chantal Chamandy : Barbara Raphaël
- Nanette Workman : Sarah Blacksmith
- Michel Albert : Gilbert Duclos
- Nathalie Déry : Marie-Michelle Dumont
- Claude Prégent : Antoine Ménard
- Luc Senay : Bagoudino
- William Hurt : Gad
- Geneviève Rioux : Ève
- Luz Tercero : Juliana
- Pierre-Alexandre Fortin : Étienne Jomphe
- Jean-Robert Bourdage : Grenouille
- Louis-Olivier Mauffette : Rodrigue Dumont
- Estelle Esse : Christine
- Rosie Yale : Alice Lemieux
- Inger Woest : Chanteuse country
- Laurent Imbault : Directeur du personnel
- Barry A. Taylor : Chanteur country
- Christophe Rapin : Touriste français
- France Arbour : mère
- Clément Sasseville : Lapin
- Yves Bélanger : Gilbert

## Épisodes
1. La Ligne de départ
2. Cœurs tendres
3. Coup de grisou
4. Coup de cœurs
5. Mirages
6. Tourbillons
7. Vague à l'âme
8. La Clé du mystère
9. La Pleine Lune
10. Au grand jamais !
11. Nostalgies
12. Beau temps, mauvais temps
13. Les Beautés de Marianne
14. Les Petits Paradis

(Aucun titre fourni pour les 12 épisodes suivants)

## Commentaires
- La série devait initialement débuter le 11 septembre 2001[1].
- Elle a été tournée sur 91 jours, entre juillet 2000 et juin 2001 en partie à Montréal, Saint-Michel-des-Saints et Saint-Zénon, dans Lanaudière.